# Minidator

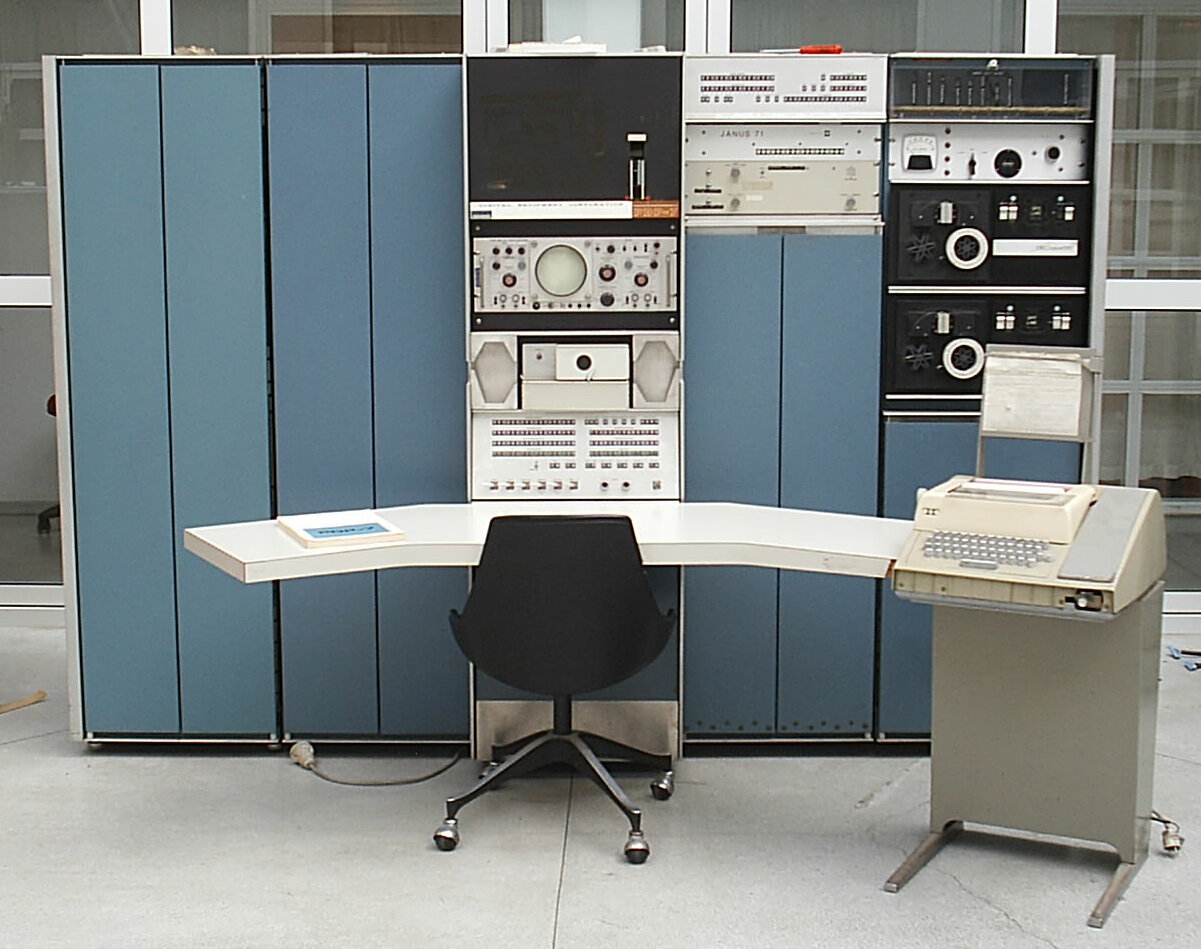
PDP 7

Begreppet minidator, av engelskans minicomputer, lanserades i slutet av 1960-talet och betecknade då en dator som var mindre än de vanligare stordatorerna. En minidator var ungefär stor som ett kylskåp och fyllde behoven för en avdelning inom ett företag, till skillnad från stordatorerna som fyllde upp flera skåp eller en hel datorhall och betjänade ett helt företag. Transistorer och kärnminnen var grundläggande tekniska komponenter för att åstadkomma så kompakta lösningar, medan stordatorernas avancerade programvara och operativsystem med tidsdelning inte var lika vanliga på de tidiga minidatorerna. Som vanligt vid teknikskiften av det här slaget, växte ett antal nya företag fram och blev dominerande leverantörer av minidatorer (exempelvis Digital Equipment Corporation, Data General, Datasaab och Norsk Data), eftersom de tidigare leverantörerna av stordatorer (däribland IBM, Control Data) inte förmådde anpassa sig lika snabbt. IBM tog dock sin revansch med lanseringen av System/3 i början av 1970-talet. Minidatorerna hade sin storhetstid fram till slutet av 1980-talet, då persondatorer och arbetsstationer anslutna till filservrar via lokala nät hade slagit igenom.
IBM har fortfarande kvar en minidatorserie i sitt produktutbud, IBM System i.

## Nya betydelser
Idag har begreppet minidator även kommit att användas om små bärbara datorer, vilket lett till en viss språkförbistring även om också andra begrepp används: micro-PC, mini-portabel, etc. (I engelsktalande länder används: netbook, subnotebook, ultraportable, minilaptop, ultra-mobile PC (UMPC) och så vidare). Under 2010-talet har även den bärbara telefonen, mobiltelefonen, utvecklats till en handdator för nöje och nytta, och inte bara telefoni.
Sveriges officiella språkvårdande organ, Språkrådet, rekommenderar minidator eller mini-pc för små bärbara datorer; netbook anses alltför osvenskt. Flertydigheten i minidator anses vara ett marginellt problem, men samtidigt konstateras att termen i denna betydelse antagligen blir kortlivad.